# Herbert von Marouschek
Herbert von Marouschek (* 1. November 1909 in Wien; † 11. Februar 1961 ebenda) war ein österreichischer Publizist und Autor.

## Leben
Marouschek schrieb zahlreiche Heimatbücher wie „Wien, wie es weint und lacht“. Er war laut eigenen Angaben 1932 der NSDAP beigetreten, aber angeblich schon seit 1923 Anhänger der Bewegung, zudem Inhaber des Blutordens. 1944 wurde er aus der Partei ausgeschlossen. Von 1933 bis 1944 und von 1955 bis 1956 publizierte er die Monatshefte Mein Böhmerwald, eine Zeitschrift für heimisches Schrifttum, Kunst und Geschichte. Ab dem Jahr 1952 begann Marouschek Kulturgüter aus dem Böhmerwald zu sammeln und in verschiedenen Wiener Gasthäusern auszustellen; in weiterer Folge entstand daraus das Böhmerwaldmuseum.
Marouschek verstarb verarmt, kurz nachdem er ins Kaiser-Franz-Josef-Spital eingeliefert wurde.

## Quelle
- Herbert von Marouschek auf kohoutikriz.org, der Webseite der Wissenschaftlichen Bibliothek in České Budějovice